# Allium altyncolicum
Allium altyncolicum là một loài thực vật có hoa trong họ Amaryllidaceae. Loài này được N.Friesen mô tả khoa học đầu tiên năm 1987.